# Panikherz

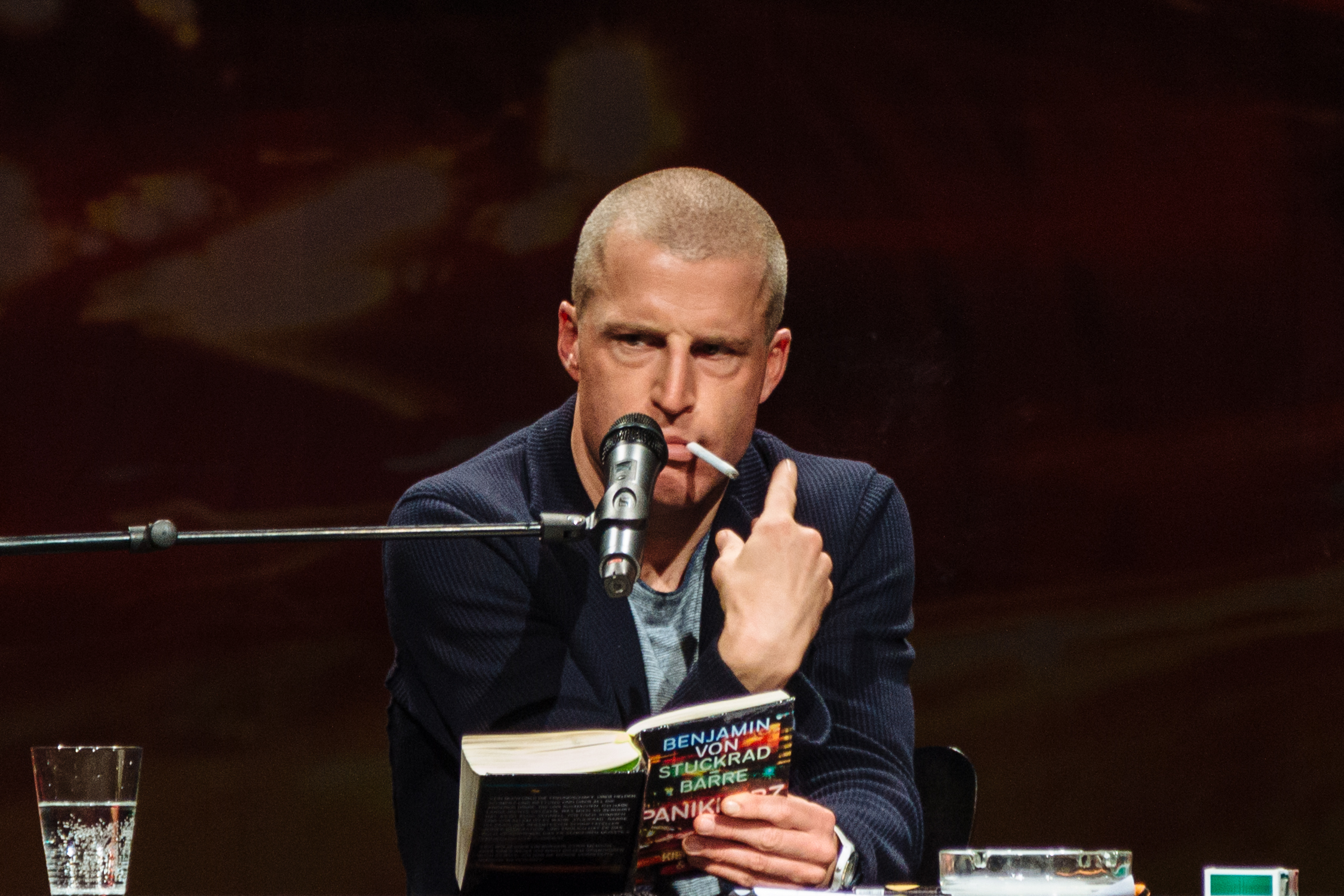
Benjamin von Stuckrad-Barre 2016 bei einer Lesung aus dem Buch

Panikherz ist der zweite Roman des deutschen Schriftstellers Benjamin von Stuckrad-Barre, der 2016 bei Kiepenheuer & Witsch erschien. Der autobiografische Text handelt von Stuckrad-Barres Suchtverhalten und seiner Freundschaft zum Musiker Udo Lindenberg. 

## Inhalt
Der zum Zeitpunkt der Veröffentlichung 41-jährige Autor beschreibt auf 564 Seiten, unterteilt in 39 Kapiteln, sein Leben, beginnend mit seiner Jugend in Niedersachsen, seinem beruflichen Erfolg als Schriftsteller, dem drogeninduzierten Abstieg und den mehrfachen Rehabilitationen.
Der autobiografische Roman beschreibt die Kindheit des Autors in der Kreisstadt Rotenburg (Wümme), seine Jugend als Pastorensohn in Göttingen und vom abgebrochenen Germanistik-Studium in Hamburg, wo er Praktika beim Indie-Plattenlabel L’age d’or und der taz annimmt und als Kritiker für die Musikfachzeitschrift Rolling Stone arbeitet. Er wird Produktmanager bei der Plattenfirma Motor Music, Gagschreiber bei der Harald Schmidt Show und später Popliterat, der bereits im Alter von 23 seinen ersten, sehr erfolgreichen Roman Soloalbum im Jahr 1998 veröffentlicht. Es folgen eine bulimische Essstörung, der Verdacht auf eine Aufmerksamkeitsdefizit-/Hyperaktivitätsstörung, Alkoholismus und Kokainsucht sowie mehrere Klinik- und Entzugsstationenaufenthalte. Ferner wird das lebenslange Verhältnis des Protagonisten zum Musiker Udo Lindenberg und dessen Musik ausführlich erläutert. 2015 fliegt der Autor mit dem Musiker nach Los Angeles, um im Chateau Marmont Hotel zu wohnen.

## Theateradaptionen
Das Buch wurde im Februar 2018 von Oliver Reese als Adaption am Berliner Ensemble aufgeführt, im März 2018 am Thalia Theater in Hamburg in einer Fassung von Regisseur Christopher Rüping und 2021 von Konstanze Kappenstein im Landestheater Detmold inszeniert.

## Sonstiges
Das Buch erschien auch als Hörbuch, gelesen vom Autor selbst. Der Roman war 2016 von Kalenderwoche 13 bis 42 in der Kategorie Sachbücher in der Spiegel-Bestsellerliste vertreten, davon die erste Woche auf Platz eins. Es wird auf Platz 85 der „meistverkauften Bücher 2016“ beim Online-Händler Amazon.com geführt. Die deutschlandweite Lesereise startete am 14. März 2016 in der Markthalle Hamburg und endete am 28. April 2016 in Freiburg im Breisgau. 2017 veröffentlichte der Krefelder Musiker Patrick Richardt auf seinem Album Soll die Zeit doch vergehen einen Song mit dem Titel Panikherz in Anspielung auf Stuckrad-Barres Roman.

## Kritiken
„Benjamin von Stuckrad-Barre findet in seinem sehr selbstbezogenen Buch ‚Panikherz‘ genaue Worte und zärtlichen Humor – selbst für das Wrack, das sich in seiner Kotze windet.“

„‚Panikherz‘ ist ein Krankenbericht. Oder um im Pop-Genre zu bleiben, ein ‚Confessional Album‘, wie man die musikalischen Offenbarungen nennt, mit denen sich Stars aus den Trockengebieten der Rekonvaleszenz zurückmelden. […] Auch ‚Panikherz‘ leidet an den notorischen Schwächen des Genres, am Selbstmitleid und an der Überschätzung des Autors, wie viele Details und Wegstrecken er den Lesern zumuten kann, ohne sie zu langweilen. […] Das Buch hangelt sich von Satz zu Satz, von Szene zu Szene, die einzeln oft brillant sind, als Ganzes aber nicht vom Fleck kommen. Das Ungreifbare wird zur Unentschlossenheit.“

„Reflexion, zu der Stuckrad-Barre sich jetzt genötigt sieht, ist weniger seine Stärke. Die Kultur- und Medienkritik, zu der er sich aufschwingt, ist doch sehr von der Stange: Leute, die nur noch fotografieren, statt etwas zu erleben; das Altern der Popkultur und ihrer Protagonisten; das ‚Handgemachte‘ in der Musik als ‚Authentizitätskitsch‘; die Beach Boys, die in Wahrheit wasserscheu waren – man hat das schon tausendmal gehört und wundert sich, wie dieser so auf Originalität erpichte Autor überhaupt noch davon anfangen mag.“

„In ‚Panikherz‘ erzählt Stuckrad-Barre aus dem Backstage-Bereich dieser Show, die sein Leben war. Von dem Glanz und dem Dreck, von der Lust und den Schmerzen dieser Jahre und wie er sie erst gesteigert und dann betäubt hat, mit Musik, dann mit Alkohol, mit Drogen, bis es nicht mehr ging. Und er seziert wieder, diesmal sich selbst.“

„Nun ist, genau 18 Jahre nach seinem Debüt Soloalbum, aber doch sein ‚Greatest Hits‘-Album aus ihm erwachsen, ein Roman, von dem niemand mehr glaubte, dass er je erscheinen würde, am wenigsten der Autor selbst, der während des Entzugs in einer Suchtklinik an vollgekritzelten Entwürfen verzweifelte. Panikherz heißt das Buch – und es markiert wohl nicht weniger als das Ende dessen, was wir Popliteratur nennen.“

## Ausgaben
- Panikherz. Kiepenheuer & Witsch, Köln 2016, ISBN 978-3-462-04885-8.
- Benjamin von Stuckrad-Barre liest Panikherz (13 CDs). Roof Music, Bochum 2016, ISBN 978-3-86484-339-6.